# Tensed
La ville de Tensed est située dans le comté de Benewah, dans l'Idaho, aux États-Unis.  Sa population s’élevait à 123 habitants lors du recensement de 2010, estimée à 121 habitants en 2016.

## Source
- (en) Cet article est partiellement ou en totalité issu de l’article de Wikipédia en anglais intitulé « Tensed, Idaho » (voir la liste des auteurs).